# Itinga do Maranhão
Itinga do Maranhão es un municipio brasileño de la microrregión de Emperatriz, mesorregión del Oeste Maranhense, estado del Maranhão, Brasil. El municipio tiene cerca de 30 mil habitantes y 3.590,033 km². Fue creado en 1997.
Tiene como principal fuente de salario la industria maderera y la ganadería.

## Historia
En 1959, como resultado de la carretera Belém-Brasília, fue creado un pequeño poblado en los márgenes del Río Itinga en el Estado del Maranhão, este, más tarde se llamaría (Itinga). Hecho ocurrido durante el gobierno del Presidente Juscelino Kubitschek, tuvo como primeros moradores, Manoel Pereira de Carvalho (Manoel Ventinha), Manoel da Silva (Manoel Baixinho) y Manoel Barros (Manoel Tratorista). Otro motivo que estimuló su creación fue la implantación del Puesto Fiscal, en la frontera. Fue elevado a la categoría de municipio y distrito con la denominación de Itinga do Maranhão. 